# Équipe de Lituanie espoirs de football
Maillots
L'Équipe de Lituanie de football espoirs est l'équipe de football représentant la Lituanie lors des compétitions internationales des moins de 21 ans. C'est la Fédération de Lituanie de football qui la gère.

## Historique des qualifications pour l'Euro
| 1996  | 10  | 2  | 2  | 6  | 8   |
| 1998  | 8   | 3  | 0  | 5  | 9   |
| 2000  | 10  | 5  | 4  | 1  | 19  |
| 2002  | 8   | 2  | 0  | 6  | 6   |
| 2004  | 6   | 3  | 0  | 3  | 9   |
| 2006  | 10  | 3  | 1  | 6  | 10  |
| 2007  | 2   | 1  | 0  | 1  | 3   |
| 2009  | 8   | 0  | 1  | 7  | 1   |
| 2011  | 8   | 1  | 2  | 5  | 5   |
| 2013  | 10  | 3  | 0  | 7  | 9   |
| 2015  | 10  | 2  | 2  | 6  | 8   |
| 2017  | 10  | 3  | 1  | 6  | 10  |
| 2019  | 10  | 2  | 2  | 6  | 8   |
| 2021  | 10  | 3  | 1  | 6  | 10  |
| 2023  | 8   | 2  | 1  | 5  | 7   |
| Total | 128 | 35 | 14 | 79 | 122 |

## Effectif actuel
Les joueurs suivants ont été appelés pour disputer un match amical contre la Hongrie le 27 septembre 2022.
Gardiens
- Geraldas Širvinskas
- Danas Šimkevičius

Défenseurs
- Dovydas Jansonas
- Gustas Zabita
- Matijus Remeikis
- Žygimantas Baltrūnas
- Nojus Stankevičius
- Matas Dedura
- Motiejus Slivka

Milieux
- Karolis Žebrauskas
- Motiejus Burba
- Gustas Jarusevičius
- Emilis Gasiūnas
- Žygimantas Baguška
- Linas Zingertas
- Juozas Lubas
- Rokas Antanas Župerka
- Eimantas Dzinga
- Gustas Žederštreimas
- Gustas Žederštreimas

'Attaquants
- Kristupas Keršys
- Meinardas Mikulėnas
- Armandas Kučys

Sélectionneur :  Fabio Mazzone